# Het meiske van Brakel

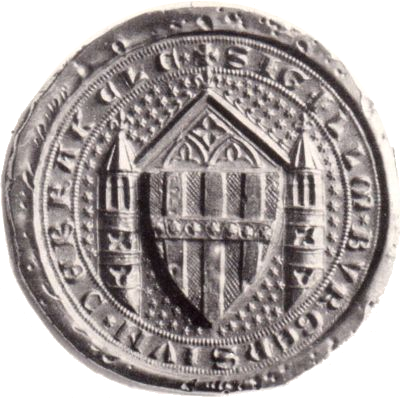
Een zegel van de stad Brakel, 1316

Het meiske van Brakel of Het meisje van Brakel is een sprookje, opgetekend door de gebroeders Grimm in hun Kinder- und Hausmärchen als KHM139. Dat Mäken von Brakel.

## Het verhaal
Een meisje van Brakel loopt naar de Sint Anna-kapel aan de voet van de Hunnenberg en wil graag een man. Ze zingt over haar man in Zoutlaren met gele haren. De koster staat achter het altaar en roept met een piepstemmetje: Je krijgt hem niet. Het meisje denkt dat het kindje Maria had geroepen en roept boos dat Moeder het woord moet doen.

## Achtergronden bij het sprookje
- Het sprookje komt uit Sauerland en was in dialect opgetekend.
- Het meisje gaat naar de kapel van de Heilige Moeder Anna (of Sint Anna), zij is volgens de christelijke traditie de moeder van de Heilige Maagd Maria.
- Het foppen van iemand door zich te verstoppen en een stem te laten horen, komt ook voor in De luie spinster (KHM128).